# Manlio Castagna

Manlio Castagna foto di Gaetano del Mauro

Manlio Castagna (Salerno, 8 gennaio 1974) è uno scrittore, regista, sceneggiatore critico cinematografico italiano, autore di libri fantasy, thriller e saggi.

## Biografia
Manlio Castagna si è laureato in scienze della comunicazione con una tesi in semiologia del cinema e degli audiovisivi sul rapporto tra immagine fissa e immagine in movimento.
Ha scritto e diretto con Gianfranco Martana il suo primo cortometraggio nel 1998: Indice di frequenza, vincitore della IV Edizione del Linea d'Ombra Festival.
È entrato nello staff della direzione artistica del Giffoni Film Festival nel 1998 dove resta fino al 2020. Dal 2007 al 2018 ha ricoperto il ruolo di vice direttore.
Ha pubblicato il suo primo romanzo nel 2018 con Mondadori: Petrademone - Il Libro delle porte, finalista al premio nazionale di letteratura per ragazzi "Giacomo Giulitto" e diventato in breve un best seller tradotto in spagnolo, ceco e russo. Al libro seguono altri due volumi che formano la trilogia dark fantasy di Petrademone, i cui diritti cinematografici sono stati acquisiti da Ivan Cotroneo e Indigo.
Tra il 2018 e il 2024 ha pubblicato vari romanzi per ragazzi con Mondadori, Emons, DeAgostini, Salani, Rizzoli e Piemme.
Tra i suoi romanzi di maggior successo ci sono La notte delle malombre che racconta il cosiddetto disastro di Balvano. Uscito nel 2020 sempre per Mondadori, si è aggiudicato la menzione speciale al Premio Cento nel 2021 , nello stesso anno è arrivato nella long list finale del Premio Strega per ragazzi e ragazze. L'altro è Di fuoco e seta, anche questo entrato nella dozzina del Premio Strega. e finalista al Premio Castello di Sanguinetto.  
Dal 2014 al 2018 è stato creative advisor per il Doha Film Institute in Qatar.
Nel 2021 la sua sceneggiatura Azione scritta con Gabriele Lavia è selezionata nell’ambito di Corti d’Autore, iniziativa del Ministero degli Affari Esteri e della Cooperazione Internazionale in collaborazione con l’Associazione Nazionale Industrie Cinematografiche Audiovisive Multimediali (ANICA). Il cortometraggio è prodotto da One More Pictures e diretto dallo stesso Gabriele Lavia.
Nel 2022 ha esordito al cinema come co-sceneggiatore e regista del docu-film Il viaggio degli eroi interpretato da Marco Giallini, prodotto da Rai Cinema, One More Pictures e Rai Com e andato in onda, dopo un passaggio nelle sale, in prima serata su Rai 1 l'11 luglio 2022, per celebrare i 40 anni esatti dalla vittoria della nazionale italiana ai Mondiali di calcio di Spagna 1982.
Ha scritto e sceneggiato tre episodi della prima stagione della serie animata Topo Gigio (2020).
Collabora, come docente di scrittura creativa per i generi horror, fantasy e sci-fi con la Scuola Holden di Torino. 
Dal marzo 2023 scrive di cinema per il magazine di Cinecittà CinecittàNews. La rivista Otto e mezzo.  
Nel 2025 entra nella classifica dei 25 migliori comunicatori e creatori di storie (e di ingaggio sul pubblico) del mondo dei social network su film e serie tv secondo la rivista Fortune Italia.

## Pubblicazioni

### Romanzi
- Petrademone - Il libro delle porte, Mondadori, Milano, 2018. ISBN 978-8804707790
- Petrademone II - La terra del non ritorno, Mondadori, Milano, 2019. ISBN 978-8804707752
- Petrademone III - Il destino dei due mondi, Mondadori, Milano, 2019. ISBN 978-8804732648
- Le belve (con Guido Sgardoli), Piemme, Milano, 2020. ISBN 978-8856674743
- La notte delle Malombre, Mondadori, Milano, 2020. ISBN 978-8804731771
- L'amore vince tutto, Emons Libri, Roma, 2021. ISBN 978-8869866029
- Goodwill, Piemme, Milano, 2022. ISBN 978-8856683424
- Alice resta a casa (con Marco Ponti), Mondadori, Milano, 2022. ISBN 978-8804737568
- Draconis Chronicon, Mondadori, Milano, 2022. ISBN 978-8804753582
- La reincarnazione delle sorelle Klun, Mondadori, Milano, 2022. ISBN 978-8804749066
- Barriera (con Marco Magnone), Piemme, Milano, 2023. ISBN 978-8856687613
- Dedalo & Dharma - Fuga dal cinema Kazan, Mondadori, Milano, 2023. ISBN 978-8835728221
- Prova a non dormire, Sperling&Kupfer, Milano, 2023. ISBN 9788820076603
- Darkmare - Notte infernale al parco del cinema, Gallucci, Roma, 2024. ISBN 9791222103839
- Di fuoco e seta, Mondadori, Milano, 2024. ISBN 978-8804790112
- Snot & Splash e Il mistero dei buchi scomparsi, Adriano Salani editore, Milano, 2024. ISBN 978-8831021500
- Kora e Kikko Kappaò (con Marco Magnone) , Edizioni Lapis, Roma, 2024. ISBN 978-8878749948
- Nessuno verrà a prenderti , Mondadori, Milano, 2024. ISBN 978-8804798064

### Albi illustrati
- Pupilla Ricorda -  Un racconto di natale, illustrazioni di Gianluca Garofalo, Rizzoli, Milano, 2023. ISBN 9791254730508

### Raccolta racconti
- I venti del male, Mondadori, Milano, 2020. ISBN 978-8804730866
- Sette Storie Horror, Battello a vapore, Milano, 2024. ISBN 978-8856696448

### Graphic Novel
- I diari del limbo, con Nova e Lorenzo La Neve, deAgostini, Milano, 2021. ISBN 978-8851186739
- Disney Vilains - Hadès, La corne d'abondance, Unique Heritage Editions, Paris, 2022. ISBN 978-2377581757
- Love shall not - Farfalle (con Marco Magnone), Edizioni il castoro, Milano, 2025 ISBN 979-1255333272

### Saggi e non - Fiction
- Pronto soccorso cinematografico per cuori infranti, Edizioni Il punto d'Incontro, Vicenza, 2012. ISBN 978-8880938774
- Io e il cane (con Roberto Mucelli), Edizioni Il punto d'Incontro, Vicenza, 2014. ISBN 978-8868201296
- 116 film da vedere prima dei 16 anni, Mondadori, Milano, 2021. ISBN 978-8804738756
- Con occhi nuovi - Come integrare il cinema nella didattica della scuola secondaria, Erickson, Trento, 2024. ISBN 978-8859037781

## Filmografia

### Sceneggiatore

#### Cortometraggi
- Indice di frequenza  (1998)
- Azione (2021)
- La challenge (2021)
- L'altra terra (2021)
- Chiara come l'acqua (2022)
- Mi vedete? (2022)
- Quel che resta (2022)

#### Televisione
- Topo Gigio - serie TV (2020)

#### Web
- She Died  (2012)

#### Cinema
- Il viaggio degli eroi  (2022)
- The Inside Man - Un uomo all'interno (2023) - materiale aggiuntivo

### Regista

#### Cortometraggi
- Indice di frequenza (1998)

#### Web series
- She Died  (2012)

#### Lungometraggi
- Il viaggio degli eroi  (2022)